# Форд, Уоллес
Уоллес Форд (англ. Wallace Ford), имя при рождении Сэмюэл Джонс Гранди (англ. Samuel Jones Grundy) (12 февраля 1898 года — 11 июня 1966 года) — американский актёр британского происхождения, более всего известный по ролям в фильмах 1930-1950-х годов.
Форд родился в Великобритании, однако в детстве был отправлен в приёмную семью в Канаду. Он неоднократно сбегал из дома и менял приёмных родителей. В конце концов, во время очередного побега Форд примкнул к гастролирующей группе артистов, что в конце концов привело его на театральную сцену сначала в Чикаго, а затем на Бродвее, где он играл постоянно на протяжении 1920-х годов.
С 1931 года Форд начал сниматься в кино, сыграв вплоть до 1965 года в 120 фильмах, среди которых такие признанные картины, как «Уродцы» (1932), «Осведомитель» (1935), «Тень сомнения» (1943), «Заворожённый» (1945), «Рассчитаемся после смерти» (1947), «Подстава» (1949), «Харви» (1950), «Переломный момент» (1950), «Человек из Ларами» (1955), «Продавец дождя» (1956) и «Клочок синевы» (1965).

## Ранние годы жизни и начало карьеры
Сэмюэл Джонс Гранди родился 12 февраля 1898 года в Болтоне, Ланкашир, Англия, но по словам историка кино Карен Хэнсберри, обстоятельства первых лет его жизни не вполне ясны. Согласно одним источникам, его отец Сэмюэл Джонс-старший был убит в Индии, сражаясь в британских войсках, а сам Сэмюэл примерно в это время «случайно» потерял связь с матерью. По другой версии, малоимущую мать Сэмюэла убедили в том в то, что её ребёнок умер при рождении, после чего его сдали в сиротский приют. По версии историка кино Бойда Магера, Сэмюэл родился в одной из беднейших семей Болтона, и в трёхлетнем возрасте его дядя и тётя, у которых было шестеро собственных детей, поместили Сэмюэля в известный сиротский дом доктора Томаса Барнардо. В семилетнем возрасте Сэмюэля переправили в приёмную семью в Канаду, однако он никак не мог привыкнуть к тяжёлой жизни в чужих семьях, и его 17 раз переводили из одной семьи в другую.
В конце концов, он сбежал от фермера из Манитобы, вступив в группу странствующих эстрадных артистов Winnipeg Kiddies, в составе которой проработал до 1914 года. Затем Сэмюэл направился в Филадельфию, где зарабатывал на жизнь, продавая газеты и выступая в местных салунах и бильярдных залах, в одном из которых познакомился с бродягой по имени Уоллес Форд. Как пишет Хэннсберри, «они быстро стали друзьями, и поражённый танцевальными способностями Сэмюэла и его восхитительным подражанием Чарли Чаплину и Теодору Рузвельту, Форд стал организовывать для талантливого молодого человека выступления в различных эстрадных клубах, которые оказывались на их пути во время странствий по стране». Когда в 1917 году США вступили в Первую мировую войну, Сэмюэл и Форд решили завербоваться в армию, но перед этим Форд решил съездить домой в Сиу-Сити, Айова, чтобы попрощаться с матерью. Во время этой поездки Форд погиб под колёсами поезда, и в память о друге Сэмюэл решил взять его имя. По его словам, «в этом было наполовину чувство, а наполовину недовольство своим непримечательным именем — Сэмюэл Джонс».
Во время Первой мировой войны уже под именем Уоллес Форд он служил в кавалерии США в Форте Райли, Канзас.

## Театральная карьера
После демобилизации Форд поступил в театр в города Гранд-Айленд в штате Небраска. Как пишет Хэннсберри, театр ставил так называемые «пиратские» пьесы, текст которых кто-либо записывал прямо во время очередного премьерного спектакля в Чикаго, а затем переправлял его для постановки Гранд-Айленд. Форд сыграл в нескольких таких спектаклях, включая «Её законный пленник», «Сафо» и «Человеческие сердца». В 1919 году в Индианаполисе Форд вступил в театральную труппу известного продюсера Стюарта Уокера, сыграв в хитовой постановке «Семнадцать» по пьесе Бута Таркингтона, которая в течение девяти месяцев шла сначала в Чикаго, а затем получила восторженный приём на Бродвее.

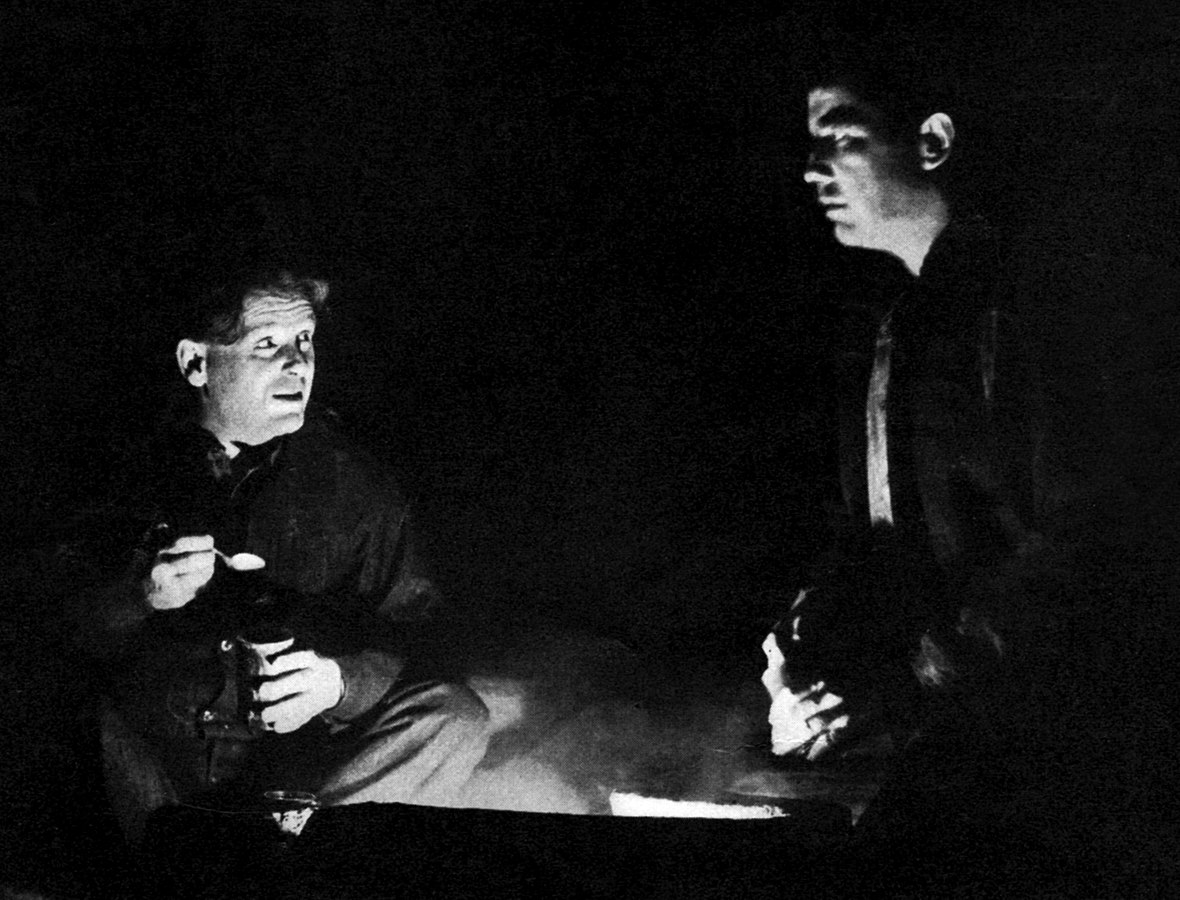
Уоллес Форд в и Бродерик Кроуфорд в спектакле «О людях и мышах» (1938)

После этого успеха в 1921 году Форд начал успешную карьеру на Бродвее. На протяжении десятилетия он сыграл в девяти спектаклях, среди них мелодрама «Маковый бог» (1921), комедия «Сломанные ветки» (1922), комедия «Ирландская роза Эйби» (1922-27, на подмене), комедия «Это никого не касается» (1923), драма «Цыган Джим» (1924), комедия «Нэнси Энн» (1924), комедия «Свиньи» (1924-25), драма «Цыганка» (1929) и комедия «Ореховая ферма» (1929).
Уже перейдя в кинематограф, Форд дважды возвращался на Бродвей, чтобы сыграть сначала в драме по повести Джона Стейнбека «О мышах и людях» (1937-38), которая шла со значительным успехом, а также в драме «Родня» (1939-40). По словам Хэннсберри, Форд «стал первым исполнителем роли Джорджа в успешной пьесе Стейнбека „О мышах и людях“. Играя в паре с Бродериком Кроуфордом в роли недалёкого Ленни, Форд получил восторженные отзывы за свою игру и похвалы за „блестящее донесение образа“. Пьеса прошла с триумфом». В биографии актёра на сайте Turner Classic Movies отмечается, что самыми значимыми театральными работами Форда были спектакли «Семнадцать», высмеянный критикой хит «Ирландская роза Эйби» и роль Джорджа в «О мышах и людях».

## Карьера в кино
Первой киноработой Форда стала неудачная бейсбольная мелодрама «Зазнайка», которая была сделана в 1930 году, однако пролежала на полке пять лет и вышла на экраны только в 1935-м. В 1930 году Форд также сыграл в двух короткометражках кинокомпании Warner Bros — «Фора» и «Рассеянный».

По словам Мэйджерса, «прорыв для Форда наступил в 1931 году с мелодрамой Metro-Goldwyn-Mayer „Одержимая“», где он сыграл ухажёра героини Джоан Кроуфорд, выходца из пролетарской среды, который становится успешным бизнесменом. После этой картины на протяжении следующих четырёх лет актёр снимался в среднем в восьми фильмах в год. В 1932 году он получил на Metro-Goldwyn-Mayer одну из главных ролей в мелодраме с элементами фильма ужасов «Уродцы» (1932). Ныне эта картина стала культовой классикой во многом благодаря тому, что ключевые роли в ней сыграли настоящие цирковые артисты с различными физическими отклонениями. Форд исполнил в фильме роль одинокого доброго клоуна Фросо, который сочувствует «уродцам», и у которого развивается роман с цирковой танцовщицей. 

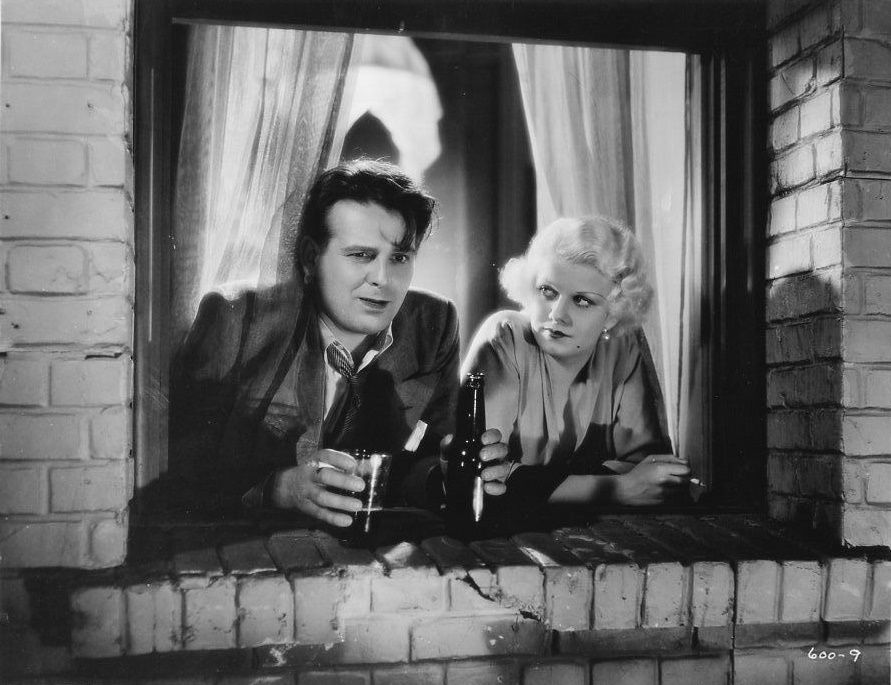
Уоллес Форд и Джин Харлоу в рекламном фото к фильму «Чудовище города» (1932)

 В том же году вышла криминальная драма «Чудовище города» (1932), в которой Форд, по словам Хэннсберри, «был слабовольным копом и братом главного героя (Уолтер Хьюстон), который влюбляется в подружку гангстера (Джин Харлоу)», в результате чего оказывается втянутым в преступление. Критик «Нью-Йорк Таймс» Мордант Холл, позитивно оценивший картину, отметил среди прочих актёров и «умную игру» Форда. Вскоре последовали смешная эксцентричная комедия «Треугольная луна» (1933), с Клодетт Кольбер и мелодрама «Вход для сотрудников» (1933) с Уорреном Уильямом в роли управляющего крупного универмага. Форд в этой картине сыграл мужа Лоретты Янг, у которой с Уорреном начинается роман. Форд также сыграл заметные роли в медицинской мелодраме «Люди в белом» (1934) с Кларком Гейблом и Мирной Лой, первоклассной комедии Джона Форда «Весь город говорит» (1935) с Эдвардом Робинсоном и Джин Артур, а также драме на тему об ирландской войне за независимость «Осведомитель» (1935), которая завоевала три «Оскара», в том числе за режиссуру Джона Форда.

В 1930-е годы Уоллес Форд сыграл также главные роли или ключевые роли второго плана в целой серии картин категории В, среди них криминальные мелодрамы «Х означает точка» (1931) и «Центральный парк» (1932), хоррор-триллер «Ночь террора» (1933), мелодрама «К востоку от Пятой авеню» (1933), военный приключенческий фильм «Пропавший патруль» (1934), детектив «Таинственный мистер Вонг» (1934), комедия «Деньги ничего не значат» (1934), мелодрама «Я ненавижу женщин» (1934), комедии «Ореховая ферма» (1935) и «Другое лицо» (1935), детективная комедия «Одной пугающей ночью» (1935), детективы «Воровская таверна» (1936) и «Двое в темноте» (1936), комедийный экшн «Теперь ты в армии» (1936), комедия «Сосланный в Шанхай» (1937), военный экшн «Морпехи идут вперёд» (1938) и приключенческая комедия «Давай, моряк!» (1938). В начале 1940-х годов Форд продолжал карьеру в фильмах категории В, сыграв значимые роли в фильмах ужасов «Рука мумии» (1940), «Гробница мумии» (1942) и «Человек-обезьяна» (1943), а также в детективных комедиях «Любовь, честь и ох-детка!» (1940), «Человек, которого предали» (1941), «Убийство по приглашению» (1941), «Рёв прессы» (1941), «Внутри закона» (1942) и «Мама с автоматом» (1944). 

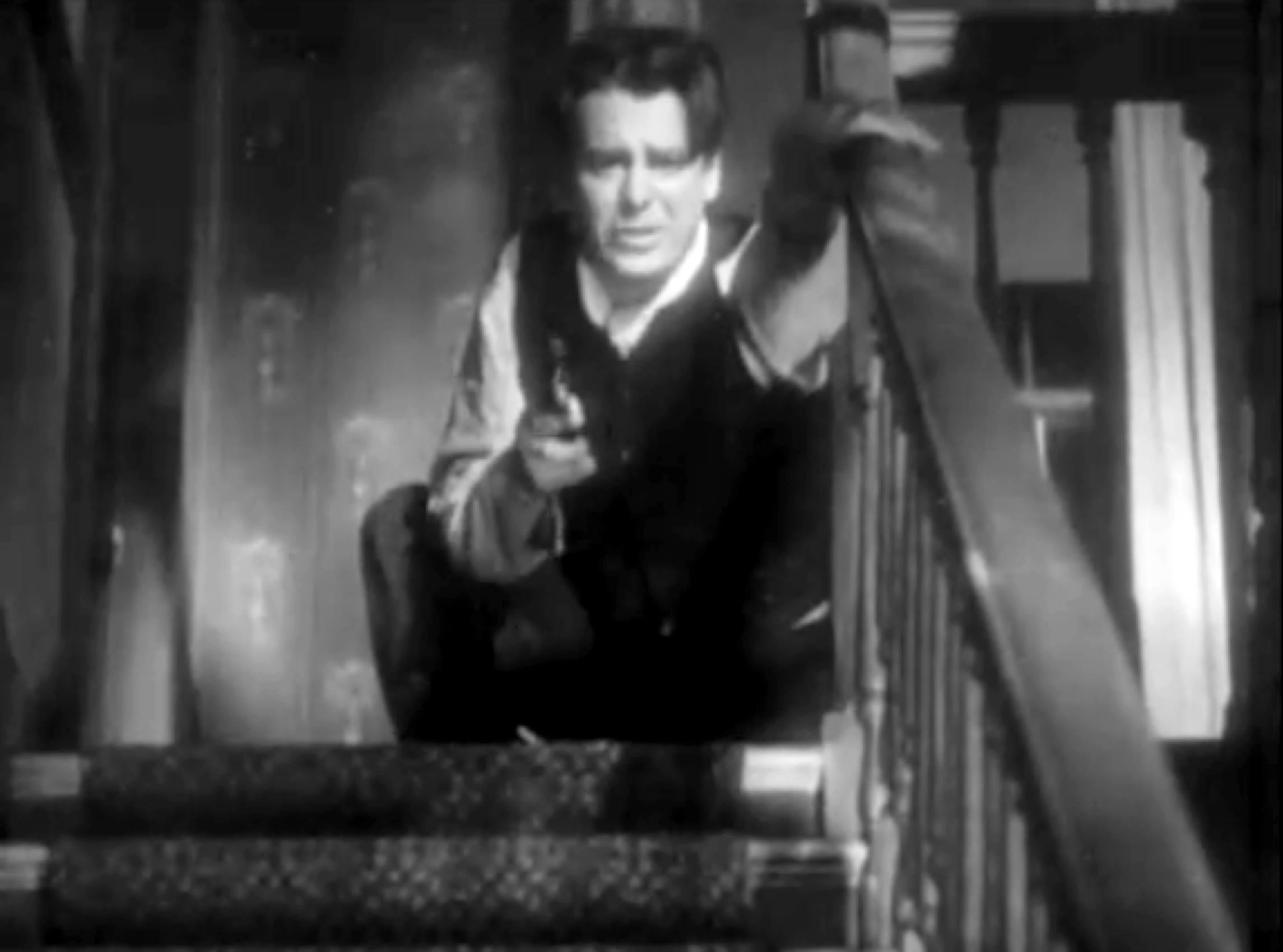
Уоллес Форд в фильме «Осведомитель» (1935)

 По мнению Хэннсберри, большинство этих фильмов были «довольно невыразительными», и, как отметил историк кино Хэл Эриксон, «на эти малые работы Форда критики не обратили никакого внимания, хотя они всегда осыпали Форда похвалами за роли второго плана в таких фильмах, как „Осведомитель“ (1935) и „Тень сомнения“ (1943) Альфреда Хичкока».
Между тем, по словам Хэннсберри, в этот период Форд сыграл также и в нескольких хорошо принятых фильмах, таких как нуаровая музыкальная драма «Блюз в ночи» (1941) о жизни гастролирующих джазовых музыкантов, шпионский триллер «На протяжении всей ночи» (1942) с Хамфри Богартом и Конрадом Фейдтом, а также в психологическом триллере Альфреда Хичкока «Тень сомнения» (1943). В последней картине Форд сыграл роль детектива Фреда Сондерса, который вместе с напарником приезжает в город Санта-Роза в поисках убийцы нескольких богатых вдов. В убийствах детектива подозревают Чарли Оукли (Джозеф Коттен), который приехал в город к своей сестре. Однако прежде чем детективы успевают арестовать Оукли, при попытке к бегству полиция убивает другого подозреваемого, и дело официально закрывают. Однако молодая племянница Оукли (Тереза Райт) начинает подозревать своего дядю, и в финале картины, после разоблачения он гибнет, пытаясь вытолкнуть девушку из поезда. По словам Хэннсберри, фильм получил преимущественно благоприятные отзывы, в частности, по словам критика Variety, «характерный для Хичкока напряжённый драматизм использован здесь очень удачно», а Босли Краузер в «Нью-Йорк Таймс» написал, что в картине присутствует «достаточно возбуждения и освежающей атмосферы, чтобы с лихвой компенсировать некоторые промахи», отметив также «приличную игру Макдональда Кэри и Уоллеса Форда в ролях пары современных сыщиков».
В июле 1943 года Форд получил гражданство США, а также официально получил имя Уоллес Форд. В 1945 году он сыграл небольшую роль ещё в одном фильме Хичкока «Заворожённый» (1945), а также появился в биографической ленте «Великий Джон Л.» (1945) о подъёме и падении чемпиона по боксу Джона Л. Салливана и в шпионском триллере «Кровь и солнце» (1945) с Джеймсом Кэгни, который имел огромный коммерческий успех.
В середине и второй половине 1940-х годов Форд сыграл несколько заметных ролей в фильмах нуар. Так, в картине «Катастрофа» (1946) Форд сыграл лейтенанта Кокрейна, одного из двух детективов, ведущих дело, возбуждённое по заявлению художественного эксперта Джорджа Стила (Пэт О’Брайен). В итоге Джордж сам раскрывает заговор по подмене копиями шедевров живописи, которые находятся в музее, однако когда преступники собираются его устранить, появившийся Кокрейн убивает главаря банды. После выхода на экраны фильм получил противоречивые отзывы. Так, Босли Краузер в «Нью-Йорк Таймс» высоко оценил «мастерскую игру всех основных актёров», включая, Форда, однако предположил, что в этом фильме для зрителей будет «слишком много неадекватного». С другой стороны, Рэй Лэннинг в Motion Picture Herald описал фильм как «неожиданно напряжённую мелодраму, которая не раз заставит зрителей вцепиться в свои кресла», утверждая, что фильм «не разочарует никого».
В фильме нуар «Чёрный ангел» (1946) Форд предстал в образе Джо, ближайшего друга композитора-алкоголика Мартина Блейра (Дэн Дьюриа), бывшая жена которого была обнаружена задушенной. Когда в ночь убийства сильно пьяный Мартин попытался навестить жену, Джо запер его в комнате, тем самым невольно обеспечив ему алиби. Когда же к смертной казни приговаривают другого человека, Мартин вместе с женой подозреваемого начинает самостоятельное расследование, в итоге выясняя, что убийцей является он сам. Несмотря на краткое появление Форда на экране, Босли Краузер в «Нью-Йорк Таймс» выделил его игру, написав, что «в целом актёры второго плана играют грамотно, особенно Уоллес Форд в роли потрёпанного клерка в небольшой гостинице».
По словам Хэннсберри, «свои самые лучшие на тот момент отзывы за игру» Форд получил за свой следующий нуар «Рассчитаемся после смерти» (1947) с Хамфри Богартом в роли бывшего парашютиста Рипа Мёрдока и Лизабет Скотт в роли красивой, но смертельно опасной певицы ночного клуба, в которую он влюбляется. Расследуя сначала исчезновение, а затем и таинственную смерть своего фронтового товарища, Рип приезжает к профессиональному медвежатнику Макги (его сыграл Форд), чтобы научиться у него, как вскрыть сейф гангстера, где хранится решающая улика. Игра Форда вызвала восхищение критика Джека Д. Гранта из «Голливуд Репортер», который назвал актёра «потрясающим», а Дейвид Стерритт написал, что «Форд выжимает максимум из своей маленькой роли».
В своём очередном нуаре «Агенты казначейства» (1948) Форд, по словам Хэннсберри, «получил самую сочную роль — скользкого преступника, входящего в широкую сеть фальшивомонетчиков, которая действует в Детройте и Лос-Анджелесе». В центре истории находится деятельность двух агентов, которые под прикрытием внедряются в банду. Один из них, агент Деннис О’Брайен (Деннис О’Киф), отправляется в Лос-Анджелес на охоту за человеком, известным как Интриган (Форд), который, по имеющейся информации, курит сигары, жуёт китайские травы, часто посещает турецкую баню — и связан с источником, способным производить высококлассную бумагу для печати денег. О’Брайену удаётся напасть на след Интригана, который боится, что на него нацелились бандиты со Среднего Запада. В попытке спастись, он совершает роковую ошибку, обратившись за помощью к детройтскому бандиту по имени Мокси (Чарльз Макгроу). В итоге Интригана ожидает ужасающий конец, когда Мокси запирает его в парной и держит там до тех пор, пока тот не умирает.
Как далее пишет Хэннсберри, в том же году Форд сыграл главную роль торговца автомобилями, запланировавшего имитацию собственной смерти ради получения страховки, в невыразительном фильме нуар «Не проливай слёз» (1948), после чего исполнил роль детектива в психологическом триллере Warner Bros «Соблазнительная ты» (1948). Наконец, после 18 лет в кино Форд сыграл в своём первом вестерне, довольно невыразительном «Человек из Техаса» (1948) с Джеймсом Крейгом в главной роли, за которым последовали запоминающийся «Коронер Крик» (1948) с Рэндольфом Скоттом, а также «Дочь Белль Старр» (1948) и «Рыжий жеребец в Скалистых горах» (1949).
Вернувшись в жанр фильм нуар, Форд сыграл в «Подставе» (1949), который, по словам Хэннсберри, «относится к числу лучших фильмов о боксе всех времён». Картина рассказывает об одном бое в жизни стареющего боксёра Стокера Томпсона (Роберт Райан). В этом фильме Форд сыграл Гаса, мудрого, сострадательного сотрудника раздевалки, где Стокер готовится к бою, не зная, что его менеджер (Джордж Тобиас) получил взятку от гангстера по имени Литтл Бой (Алан Бакстер), чтобы тот гарантировал поражение своего боксёра. За свою небольшую роль Форд удостоился упоминания в рецензии в Motion Picture Herald за свой «хороший вклад» в фильм.
В 1950 году Форд сыграл небольшую роль таксиста в классической комедии «Харви» (1950) с Джеймсом Стюартом в главной роли, после чего появился в нуаре «Переломный момент» (1950). В этом фильме Форд сыграл «подлого, жующего сигару адвоката Дункана», который убеждает оставшегося без денег владельца катера Гарри Моргана (Джон Гарфилд) нелегально перевезти группу китайских беженцев из Мексики в США. Позднее Дункан предлагает Гарри ещё одну работу, на этот раз обеспечить побег четырём преступникам после ограбления местного ипподрома. Когда бандиты убивают Дункана как ненужного свидетеля, Гарри ценой тяжёлого ранения останавливает их. После выхода на экраны фильм был назван критикой «жёстким» и «реалистичным», а про игру Форда обозреватель «Лос-Анджелес Таймс» написал, что актёр «добился успеха в роли подлого, слабовольного преступного адвоката».
На следующий год Форд снова сыграл вместе с Гарфилдом в своём последнем фильме нуар «Он бежал всю дорогу» (1951). На этот раз Форд создал образ добродушного любящего семьянина мистера Доббса, семья которого оказывается в заложниках в руках у неопытного психопатического преступника Ника Роби (Гарфилд), который совершил ограбление, в ходе которого был застрелен офицер полиции. Когда Ник собирается бежать вместе с дочерью Доббса, тот стреляет в него с криком: «Ты не заберёшь мою девочку!». Форд удостоился похвалы за свою игру, в частности, критик Variety написал: «Игра второго плана необыкновенно хороша. Уоллес Форд в роли беспомощного отца, Селена Ройл в виде страдающей матери и Бобби Хайатт в роли младшего брата, помогают поддерживать общий высокий уровень картины». Историк кино Брюс Эдер также отметил, что исполнители главных ролей Гарфилд и Шелли Уинтерс «играют отлично», да и остальной «актёрский состав (особенно, Ройл и Форд) достаёт до их уровня».
На протяжении оставшейся части 1950-х годов Форд играл главным образом в вестернах, среди них «Родео» (1952), где он был стареющим ковбоем, объезжающем диких лошадей, снятая в трёхмерном изображении сага о ковбоях и индейцах «Человек из Небраски» (1953), «Уичита» (1955), где он получил хорошую роль редактора газеты в небольшом городке, «Человек из Ларами» (1955) с Джеймсом Стюартом, «Дилижанс до Фьюри» (1956) о группе пассажиров дилижанса, которых берут в заложники мексиканские бандиты, и «Королева воров» (1956) с Барбарой Стэнвик в роли владелицы салуна. Другими вестернами этого периода стали «Лил из Дакоты» (1950), «Тропа войны» (1951), «Великий рейд Джесси Джеймса» (1953), «Дестри» (1954), «Улица беззакония» (1955) и «Шериф Уорлока» (1959). Однако, по мнению Хэннсберри, двумя лучшими фильмами Форда второй половины 1950-х годов были драма «Продавец дождя» (1956) с Бёртом Ланкастером в роли харизматичного мошенника и комедия «Сваха» (1958) с Ширли Бут в заглавной роли.
После того, как ему исполнилось 60 лет, Форд сыграл только в двух фильмах — интересной исторической ленте «Тесс из страны штормов» (1961) а также в мелодраме «Клочок синевы» (1965), где он создал образ доброго, пьющего пожилого отца героини в исполнении Шелли Уинтерс. Это была последняя роль Форда в кино.

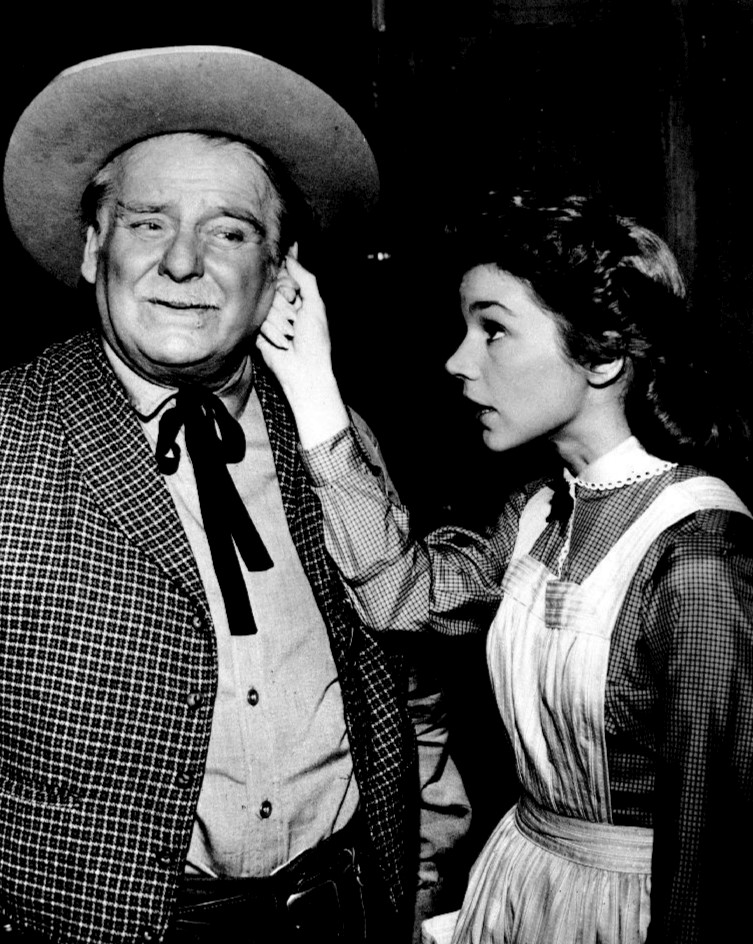
Уоллес Форд и Бетти Лу в телесериале «Помощник маршала» (1959)

## Карьера на телевидении
В 1950-е годы Форд стал всё чаще появляться на телевидении, сыграв за десятилетие в десятках сериалов от «Телетеатра от Гудиер» (1953) до «Шоу Энди Гриффита» (1964).
Особенно часто Форд играл в телесериалах-вестернах, среди них «Дни в долине смерти» (1953), «Шериф Кочиза» (1956), «Выслеживание» (1958), «Истории Уэллс-Фарго» (1960), «Клондайк», «Широкий край» (1962), «Странствия Джейми Макфитерса» (1964) и другие.
В 1959-61 годах Форд исполнял постоянную роль маршала Херба Лэмсона в 24 эпизодах телесериала-вестерна «Помощник маршала» с Генри Фондой в главной роли.

## Актёрское амплуа и оценка творчества
Как отмечено в биографии актёра на сайте Turner Classic Movies, после «диккенсовского детства (лондонский сиротский дом, 17 приёмных семей в Канаде)», Форд подростком начал эстрадную карьеру и в конце концов сыграл более чем в десятке бродвейских спектаклей. Как указывает Хэннсберри, «несмотря на своё нищее происхождение и жизнь в сиротском доме, работу в салунах и бильярдных, Форд преодолел все трудности и смог стать одним из самых уважаемых и любимых актёров своего времени».
По словам Бойда Мэйджера, Форд был «коренастым, характерным актёром с дружелюбным лицом», а биограф на сайте Turner Classic Movies назвал его «привлекательным, дружелюбным характерным актёром, который специализировался на ролях очаровательных неудачников».
Хэннсберри пишет, что «Форд был одним из самых надёжных голливудских актёров, сыгравшим более чем в 100 фильмах», Хэл Эриксон добавляет, что «Форд действительно много работал в ролях различных типов и масштабов на протяжении своей 35-летней карьеры».На сайте Turner Classic Movies указывается, что в качестве свободного агента Форд поработал как на крупных студиях, таких как Metro-Goldwyn-Mayer, Paramount и United Artists, так и на студиях «бедного ряда», таких как Monogram, Puritan и Republic, «приняв участие в большом числе ничем не памятных картин».
Как отмечает Мэйджер, в начале кинокарьеры в 1930-е годы Форд часто играл главные роли или заметные роли второго плана в фильмах категории В, или менее значимые роли в фильмах категории А. По мере того, как Форд «становился старше и коренастее, на него возник спрос как на исполнителя характерных ролей среднего возраста, а сам он в конце концов стал носить коротко постриженную белую бородку». По словам Эриксона, «когда он полысел и стал более приземистым, он остался востребованным исполнителем характерных ролей среднего возраста, часто играя задумчивых пьяниц и философствующих неблагополучных персонажей».
За время своей плодотворной экранной карьеры Форд сыграл с такими звёздами, как Хамфри Богарт, Джеймс Стюарт, Джон Гарфилд, Спенсер Трейси и Грегори Пек, а также со многими ведущими актрисами своего времени, включая Джоан Кроуфорд, Джин Харлоу и Лоретту Янг. В биографии актёра на сайте Turner Classic Movies отмечается, что он «восхитительно сыграл в таких высоко оценённых фильмах», как «Одержимая» (1931), «Уродцы» (1932), «Треугольная луна» (1933), «Осведомитель» (1935), «Блюз в ночи» (1941), «Заворожённый» (1945), «Продавец дождя» (1956) и в своём последнем фильме «Клочок синевы» (1965). Хэннсберри в свою очередь полагает, что помимо «Осведомителя» и «Продавца дождя» лучшими фильмами в карьере Форда были фильмы нуар «Тень сомнения» (1943), «Чёрный ангел» (1946), «Катастрофа» (1946), «Рассчитаемся после смерти» (1947), «Агенты казначейства» (1948), «Подстава» (1949), «Переломный момент» (1950) и «Он бежал всю дорогу» (1951).

## Личная жизнь
Во время игры на Бродвее в спектакле «Ирландская роза Эйби» Форд познакомился с молодой актрисой Мартой Хэворт, которая была сестрой актёра Джо Хэворта. 27 ноября 1922 года Форд и Марта поженились, а пять лет спустя у них родилась дочь Патриция Энн. Брак этой пары станет одним из самых долгих в Голливуде и продлился вплоть до смерти Марты в 1966 году.
До 1936 года Форд думал, что он сирота. Однако в 1936 году он получил письмо от женщины, утверждавшей, что она его тётя. В письме сообщалось, что мать Форда жива и живёт в Англии, но ничего более. Оставив на время работу, Форд вернулся на родину, чтобы её разыскать. Когда в лондонской прессе появились статьи о розысках Форда, на актёра вышли десятки женщин, утверждавших, что они его давно потерянные родственники. В конце концов, с помощью Скотленд-Ярда Форд разыскал мать, которая жила в автомобильном трейлере в Нортвиче недалеко от Манчестера, и была замужем за слепым торговцем спичками. Проговорив с женщиной пять часов, Форд убедился, что она его мать. В декабре 1936 года Форд заявил репортёрам: «Я рад, что поиски завершены. Я куплю небольшой дом в Нортвиче, где моя мать и её муж смогут спокойно провести остаток своих дней. У неё была тяжёлая жизнь». Как сообщает Хэннсберри, мать отказалась от предложения Форда переехать в США, но с радостью приняла от него в дар «уютный, окружённый розами» коттедж в Манчестере.

## Смерть
В феврале 1966 года после долгой болезни умерла жена Форда, с которой она прожил вместе более 40 лет. После смерти жены 68-летний Форд переехал в дом деятелей кино и телевидения в Вудленд-Хиллз, Калифорния, где четыре месяца спустя, 11 июня 1966 года умер от сердечной недостаточности. По мнению друзей, горе от смерти жены ускорило уход самого Форда.
На мемориальную службу в честь актёра, которая состоялась через несколько дней после его смерти, пришли многие звёзды кино, среди которых Джон Форд, Пэт О’Брайен, Спенсер Трейси, Ллойд Нолан, Бинг Кросби, Уильям Тэлман, Дж. Кэррол Нэш, Отто Крюгер, Леон Эймс, Винсент Прайс и многие другие.

## Фильмография
| Год       |     | Русское название                         | Оригинальное название                    | Роль                                 |
| --------- | --- | ---------------------------------------- | ---------------------------------------- | ------------------------------------ |
| 1929      | кор | Женившиеся в Голливуде                   | Married in Hollywood                     | поклонник Митци (в титрах не указан) |
| 1930      | кор | Рассеянный                               | Absent Minded                            |                                      |
| 1930      | кор | Фора                                     | Fore                                     | чемпион по гольфу                    |
| 1931      | ф   | Одержимая                                | Possessed                                | Эл Мэннинг                           |
| 1931      | ф   | Х обозначает точку                       | X Marks the Spot                         | Тед Ллойд                            |
| 1932      | ф   | Уродцы                                   | Freaks                                   | Фрозо                                |
| 1932      | ф   | Чудовище города                          | The Beast of the City                    | Эд Фитцпатрик                        |
| 1932      | ф   | Мокрый парад                             | The Wet Parade                           | Джерри Тайлер                        |
| 1932      | ф   | Ты слушаешь?                             | Are You Listening?                       | Ларри Барнс                          |
| 1932      | ф   | Души небоскрёба                          | Skyscraper Souls                         | Слим                                 |
| 1932      | ф   | Центральный парк                         | Central Park                             | Рик                                  |
| 1932      | ф   | Под гипнозом                             | Hypnotized                               | Билл Богард                          |
| 1933      | ф   | Вход для персонала                       | Employees' Entrance                      | Мартин Уэст                          |
| 1933      | ф   | Ночь террора                             | Night of Terror                          | Том Хартли                           |
| 1933      | ф   | Большая клетка                           | The Big Cage                             | Расс Пенни                           |
| 1933      | ф   | Лучшая съёмка                            | Headline Shooter                         | Майк                                 |
| 1933      | ф   | Треугольная Луна                         | Three Cornered Moon                      | Кеннет Римплегар                     |
| 1933      | ф   | Снова прощай                             | Goodbye Again                            | Артур Вестлейк, адвокат              |
| 1933      | ф   | Моя женщина                              | My Woman                                 | Чак Роллинс                          |
| 1933      | ф   | К Востоку от Пятой авеню                 | East of Fifth Avenue                     | Вик Ховард                           |
| 1934      | ф   | Любимец женщин                           | A Woman's Man                            | Джо Флинн, боксёр                    |
| 1934      | ф   | Потерянный патруль                       | The Lost Patrol                          | Морелли                              |
| 1934      | ф   | Люди в белом                             | Men in White                             | Шорти                                |
| 1934      | ф   | Я ненавижу женщин                        | I Hate Women                             | Скуп Макгуайр                        |
| 1934      | ф   | Деньги не значат ничего                  | Money Means Nothing                      | Кеннет «Кенни» Маккей                |
| 1934      | ф   | Таинственный мистер Вонг                 | The Mysterious Mr. Wong                  | Джейсон Х. «Джей» Бартон             |
| 1934      | ф   | Человек, вернувший себе голову           | The Man Who Reclaimed His Head           | Кёрли                                |
| 1935      | ф   | Весь город говорит                       | The Whole Town's Talking                 | Хили                                 |
| 1935      | ф   | Несмотря на опасность                    | In Spite of Danger                       | Боб Крейн                            |
| 1935      | ф   | Ореховая ферма                           | The Nut Farm                             | Уилли Бартон                         |
| 1935      | ф   | Одной пугающей ночью                     | One Frightened Night                     | Джо Лувалль                          |
| 1935      | ф   | Осведомитель                             | The Informer                             | Фрэнки Макфиллип                     |
| 1935      | ф   | Зазнайка                                 | Swellhead                                | Терри Макколл                        |
| 1935      | ф   | Люди часа                                | Men of the Hour                          | Энди Блейн                           |
| 1935      | ф   | Возьмите этого человека                  | Get That Man                             | Джек Киркланд/Джон Прескотт          |
| 1935      | ф   | Она не могла взять это                   | She Couldn't Take It                     | Фингерс Бостон                       |
| 1935      | ф   | Мэри Бернс, беглянка                     | Mary Burns, Fugitive                     | Харпер                               |
| 1935      | ф   | Другое лицо                              | Another Face                             | Джо Хейнс, пресс-агент               |
| 1936      | ф   | Двое во тьме                             | Two in the Dark                          | Гарри Хиллиер                        |
| 1936      | ф   | Абсолютная тишина                        | Absolute Quiet                           | Джек                                 |
| 1936      | ф   | Воровская таверна                        | The Rogues' Tavern                       | Джимми Келли                         |
| 1936      | ф   | Сын приходит домой                       | A Son Comes Home                         | Стив                                 |
| 1937      | ф   | Теперь ты в армии                        | O.H.M.S.                                 | Джимми Трейси                        |
| 1937      | ф   | Джерико                                  | Jericho                                  | Майк Клэнси                          |
| 1937      | ф   | В ссылке в Шанхае                        | Exiled to Shanghai                       | Тед Янг                              |
| 1938      | ф   | Давай, моряк!                            | Swing It, Sailor!                        | Пит Келли                            |
| 1938      | ф   | Звёздная пыль                            | Stardust                                 | Питер Джексон                        |
| 1938      | ф   | Морпехи идут вперёд                      | The Marines Come Thru                    | рядовой «Сингапур» Стеббинс          |
| 1939      | ф   | Задняя дверь на небеса                   | Back Door to Heaven                      | Фрэнки Роджерс                       |
| 1940      | ф   | Остров судьбы                            | Isle of Destiny                          | Миллард «Милли» Барнс                |
| 1940      | ф   | Две девушки на Бродвее                   | Two Girls on Broadway                    | Джед Марлоу                          |
| 1940      | ф   | Любовь, честь и ох-детка!                | Love, Honor and Oh-Baby!                 | Джо Редмонд                          |
| 1940      | ф   | Вертопрах                                | Scatterbrain                             | Сэм Максвелл                         |
| 1940      | ф   | Рука мумии                               | The Mummy's Hand                         | Бейб Дженсон                         |
| 1940      | ф   | Дайте нам крылья                         | Give Us Wings                            | мистер Йорк                          |
| 1941      | ф   | Человек, которого предали                | A Man Betrayed                           | Кейси                                |
| 1941      | ф   | Рёв прессы                               | Roar of the Press                        | Уолли Уильямс                        |
| 1941      | ф   | Убийство по приглашению                  | Murder by Invitation                     | Боб Уайт                             |
| 1941      | ф   | Блюз ночью                               | Blues in the Night                       | Брэд Эймс                            |
| 1942      | ф   | На протяжении всей ночи                  | All Through the Night                    | Спэтс Хантер                         |
| 1942      | ф   | Внутри закона                            | Inside the Law                           | Билли                                |
| 1942      | ф   | Гробница мумии                           | The Mummy's Tomb                         | «Бейб» Хэнсон                        |
| 1942      | ф   | Семь дней отпуска                        | Seven Days' Leave                        | сержант Мид                          |
| 1942      | ф   | Скэттервуд выживает при убийстве         | Scattergood Survives a Murder            | Уолли Коллинз                        |
| 1943      | ф   | Тень сомнения                            | Shadow of a Doubt                        | Фред Сондерс                         |
| 1943      | ф   | Человек-обезьяна                         | The Ape Man                              | Джефф Б. Картер                      |
| 1943      | ф   | Лотарингский крест                       | The Cross of Lorraine                    | Пьер                                 |
| 1944      | ф   | Секретный приказ                         | Secret Command                           | Миллер                               |
| 1944      | ф   | Автоматная мама                          | Machine Gun Mama                         | Джон О’Рейлли                        |
| 1945      | ф   | Кровь на солнце                          | Blood on the Sun                         | Олли Миллер                          |
| 1945      | ф   | Великий Джон Л.                          | The Great John L.                        | Макманус                             |
| 1945      | ф   | Все на сцену                             | On Stage Everybody                       | Эмметт Роджерс                       |
| 1945      | ф   | Заворожённый                             | Spellbound                               | незнакомец в вестибюле гостиницы     |
| 1946      | ф   | Парень может измениться                  | A Guy Could Change                       | Билл Конли                           |
| 1946      | ф   | Зелёные годы                             | The Green Years                          | Джейми Нигг                          |
| 1946      | ф   | Вернись, любовь моя                      | Lover Come Back                          | Таббс                                |
| 1946      | ф   | Свидание с Энни                          | Rendezvous with Annie                    | Эл Морган                            |
| 1946      | ф   | Чёрный ангел                             | Black Angel                              | Джо                                  |
| 1946      | ф   | Катастрофа                               | Crack-Up                                 | лейтенант Кокрейн                    |
| 1947      | ф   | Рассчитаемся после смерти                | Dead Reckoning                           | Макги                                |
| 1947      | ф   | Волшебный город                          | Magic Town                               | Лу Диккетс                           |
| 1947      | ф   | Агенты казначейства                      | T-Men                                    | «Интриган»                           |
| 1948      | ф   | Человек из Техаса                        | The Man from Texas                       | Джед                                 |
| 1948      | ф   | Не проливая слёз                         | Shed No Tears                            | Сэм Гровер                           |
| 1948      | ф   | Коронер Крик                             | Coroner Creek                            | Энди Уэст                            |
| 1948      | ф   | Дочь Белль Старр                         | Belle Starr's Daughter                   | Лейф Бейли                           |
| 1948      | ф   | Соблазнительная ты                       | Embraceable You                          | лейтенант полиции Ферриа             |
| 1949      | ф   | Подстава                                 | The Set-Up                               | Гас                                  |
| 1949      | ф   | Рыжий жеребец в Скалистых горах          | Red Stallion in the Rockies              | »Болтун» Карсон                      |
| 1950      | ф   | Дакота Лил                               | Dakota Lil                               | Картер                               |
| 1950      | ф   | Фурии                                    | The Furies                               | Скотт Хайслип                        |
| 1950      | ф   | Переломный момент                        | The Breaking Point                       | Ф.Р. Дункан                          |
| 1950      | ф   | Харви                                    | Harvey                                   | таксист                              |
| 1951      | ф   | Он бежал всю дорогу                      | He Ran All the Way                       | Фред Доббс                           |
| 1951      | ф   | Рисуя облака и солнечный свет            | Painting the Clouds with Sunshine        | Сэм Паркс                            |
| 1951      | ф   | Тропа войны                              | Warpath                                  | рядовой «Ирландец» Поттс             |
| 1952      | ф   | Родео                                    | Rodeo                                    | Барбекью Джонс                       |
| 1952      | ф   | Плоть и ярость                           | Flesh and Fury                           | Джек «Поп» Ричардсон                 |
| 1952—1957 | с   | Театр звезд от «Шлиц»                    | Schlitz Playhouse of Stars               | 2 эпизода                            |
| 1953      | ф   | Великий рейд Джесси Джеймса              | The Great Jesse James Raid               | Элиас Хоббс                          |
| 1953      | ф   | Человек из Небраски                      | The Nebraskan                            | Мак Макбрайд                         |
| 1953      | с   | Телевизионный театр от «Гудиер»          | Goodyear Television Playhouse            | 1 эпизод                             |
| 1953      | с   | Театр от «Дженерал Электрик»             | General Electric Theater                 | 1 эпизод                             |
| 1953      | с   | Телетеатр от «Моторолы»                  | The Motorola Television Hour             | 1 эпизод                             |
| 1953      | с   | Театр от «Кемпбелл»                      | Campbell Playhouse                       | 1 эпизод                             |
| 1953      | с   | Альбом АВС                               | ABC Album                                | 1 эпизод                             |
| 1953      | с   | Дни в долине смерти                      | Death Valley Days                        | 1 эпизод                             |
| 1953—1954 | с   | Театр от «Армстронг»                     | Armstrong Circle Theatre                 | 2 эпизода                            |
| 1954      | ф   | Она не могла сказать нет                 | She Couldn't Say No                      | Джо Уилен                            |
| 1954      | ф   | Парень из Оклахомы                       | The Boy from Oklahoma                    | Уолли Хиггинс                        |
| 1954      | ф   | Заместитель шерифа Дестри                | Destry                                   | док Кёртис                           |
| 1954      | ф   | Цирк с тремя аренами                     | 3 Ring Circus                            | Сэм Морли                            |
| 1954      | с   | Первая студия                            | Studio One                               | 1 эпизод                             |
| 1954      | с   | Правосудие                               | Justice                                  | 1 эпизод                             |
| 1954      | с   | Святая святых                            | Inner Sanctum                            | 1 эпизод                             |
| 1954      | с   | Освободите место для папочки             | Make Room for Daddy                      | 1 эпизод                             |
| 1954      | с   | Отец знает лучше                         | Father Knows Best                        | 1 эпизод                             |
| 1955      | ф   | Человек из Ларами                        | The Man from Laramie                     | Чарли О’Лири                         |
| 1955      | ф   | Уичита                                   | Wichita                                  | Артур Уайтсайд                       |
| 1955      | ф   | Люси Галлант                             | Lucy Gallant                             | Гас Бассерман                        |
| 1955      | ф   | Негодяи                                  | The Spoilers                             | Флэпджек Симмс                       |
| 1955      | ф   | Улица беззакония                         | A Lawless Street                         | доктор Амос Уинн                     |
| 1955      | с   | Телевизионный театр от «Форд»            | The Ford Television Theatre              | 1 эпизод                             |
| 1955      | с   | Джейн Уаймен представляет Театр у камина | Jane Wyman Presents The Fireside Theatre | 1 эпизод                             |
| 1955      | с   | Час «Двадцатого века-Фокс»               | The 20th Century-Fox Hour                | 1 эпизод                             |
| 1955      | с   | Свистун                                  | The Whistler                             | 1 эпизод                             |
| 1955      | с   | Театр Деймона Раниона                    | Damon Runyon Theater                     | 1 эпизод                             |
| 1955      | с   | Кингс Роу                                | Kings Row                                | 1 эпизод                             |
| 1955      | с   | Театр знаменитостей                      | Celebrity Playhouse                      | 1 эпизод                             |
| 1955      | с   | Сцена звёзд                              | Star Stage                               | 1 эпизод                             |
| 1955—1957 | с   | Кульминация                              | Climax!                                  | 4 эпизода                            |
| 1956      | ф   | Королева воров                           | The Maverick Queen                       | Джейми                               |
| 1956      | ф   | Первый техасец                           | The First Texan                          | Генри Дилейни                        |
| 1956      | ф   | Джонни Кончо                             | Johnny Concho                            | Альберт Дарк                         |
| 1956      | ф   | Гром над Аризоной                        | Thunder Over Arizona                     | Хэл Стайлс                           |
| 1956      | ф   | Дилижанс ярости                          | Stagecoach to Fury                       | судья Лестер Фаррелл                 |
| 1956      | ф   | Продавец дождя                           | The Rainmaker                            | шериф Говард Томас                   |
| 1956      | ф   | Сваха                                    | The Matchmaker                           | Малачи Стэк                          |
| 1956      | с   | Театр кинорежиссёров                     | Screen Directors Playhouse               | 1 эпизод                             |
| 1956      | с   | Шериф Кочиза                             | The Sheriff of Cochise                   | 1 эпизод                             |
| 1957      | с   | Суд последней надежды                    | The Court of Last Resort                 | 1 эпизод                             |
| 1957—1958 | с   | Студия 57                                | Studio 57                                | 2 эпизода                            |
| 1957—1958 | с   | Театр 90                                 | Playhouse 90                             | 2 эпизода                            |
| 1958      | ф   | Сумерки богов                            | Twilight for the Gods                    | Старик Браун                         |
| 1958      | ф   | Последний салют                          | The Last Hurrah                          | Чарльз Дж. Хеннесси                  |
| 1958      | с   | Театр Десилу от «Вестингауз»             | Westinghouse Desilu Playhouse            | 1 эпизод                             |
| 1958      | с   | Выслеживание                             | Trackdown                                | 1 эпизод                             |
| 1959      | ф   | Шериф                                    | Warlock                                  | судья Хэллоуэй                       |
| 1959      | с   | Вертолёты                                | Whirlybirds                              | 1 эпизод                             |
| 1959—1960 | с   | Помощник маршала                         | The Deputy                               | маршал Херк Лэмсон, 24 эпизода       |
| 1960      | ф   | Тесс из страны штормов                   | Tess of the Storm Country                | Фред Торсон                          |
| 1960      | с   | Истории Уэллс-Фарго                      | Tales of Wells Fargo                     | 1 эпизод                             |
| 1960      | с   | Клондайк                                 | Klondike                                 | 1 эпизод                             |
| 1961      | с   | Шоу Дика Пауэлла                         | The Dick Powell Show                     | 1 эпизод                             |
| 1961      | с   | Питер любит Мэри                         | Peter Loves Mary                         | 1 эпизод                             |
| 1961      | с   | Шоу Барбары Стэнвик                      | The Barbara Stanwyck Show                | 1 эпизод                             |
| 1962      | с   | Широкий край                             | Wide Country                             | 1 эпизод                             |
| 1963      | с   | Премьера от «Алкоа»                      | Alcoa Premiere                           | 1 эпизод                             |
| 1963—1964 | с   | Театр отпускного периода                 | Vacation Playhouse                       | 2 эпизода                            |
| 1964      | с   | Великое приключение                      | The Great Adventure                      | 1 эпизод                             |
| 1964      | с   | Лесси                                    | Lassie                                   | 1 эпизод                             |
| 1964      | с   | Диснейленд                               | Disneyland                               | 2 эпизода                            |
| 1964      | с   | Путешествия Джейми Макфитерза            | The Travels of Jaimie McPheeters         | 1 эпизод                             |
| 1964      | с   | Шоу Энди Гриффита                        | The Andy Griffith Show                   | 1 эпизод                             |
| 1965      | ф   | Клочок синевы                            | A Patch of Blue                          | Оле Па                               |